# 깡코피
깡코피(Manager Of Violence)는 한국에서 제작된 이준호 감독의 2001년 드라마 영화이다. 김성호 등이 주연으로 출연하였다.

## 출연

### 주연
- 김성호
- 황춘하
- 윤유석

## 제작진
- 조명: 하성민